# AFC Martim
O Académico Futebol Clube de Martim é um clube de futebol português fundado e sediado na freguesia de Martim em Barcelos a 09 de julho de 1964 (60 anos). O Complexo Desportivo de Martim é a atual casa do clube, tem capacidade para mais de 1500 espectadores. O atual presidente do clube é António Fernandes.
O clube irá voltar a jogar em 2020-21 ao Pró-Nacional, principal competição distrital da AF Braga.